# Contea di Christian (Missouri)
La contea di Christian in inglese Christian County è una contea dello Stato del Missouri, negli Stati Uniti. La popolazione al censimento del 2000 era di 54 285 abitanti. Il capoluogo di contea è Ozark